# Buket Teungoh
Buket Teungoh is een bestuurslaag in het regentschap Pidie Jaya van de provincie Atjeh, Indonesië. Buket Teungoh telt 350 inwoners (volkstelling 2010).